# Michael Byrne
Pour les articles homonymes, voir Byrne.
Michael Byrne, de son nom complet Michael P. Byrne, né le 7 novembre 1943 à Londres, est un acteur anglais. 
Il est principalement connu pour avoir joué le rôle du colonel Vogel dans Indiana Jones et la Dernière Croisade.

## Biographie
Michael P. Byrne est né le 7 novembre 1943 à Londres.
Il a joué le rôle d'un nazi, face à Harrison Ford, dans L'ouragan vient de Navarone (1978) ainsi que dans Indiana Jones et la Dernière Croisade (1989) ou il joue le rôle du Colonel Ernst Vogel. Dans les deux films, son personnage se retrouve dans un véhicule tombant d'une falaise. L'acteur a également joué le rôle d'un survivant juif de l'Holocauste dans Un élève doué (1998) ainsi que celui de l'amiral du navire britannique dans Demain ne meurt jamais (1997). Il tient également le rôle de Gellert Grindelwald âgé dans Harry Potter et les Reliques de la Mort - Partie 1 (2010).
En 1967, il devient père de la future actrice Allie Byrne (en).

## Filmographie

### Cinéma

#### Longs métrages
- 1967 : Beaucoup de bruit pour rien (Much Ado About Nothing) de Alan Cooke : Claudio
- 1973 : Butley de Harold Pinter : Reg Nuttall
- 1975 : Conduct Unbecoming de Michael Anderson : le lieutenant de seconde classe Toby Strang
- 1975 : Vampyres (Daughters of Darkness) de José Ramón Larraz : Playboy
- 1976 : L'aigle s'est envolé (The Eagle Has Landed) de John Sturges : Karl
- 1977 : Un pont trop loin (A Bridge Too Far) de Richard Attenborough : le lieutenant-colonel Giles A.M. Vandeleur
- 1978 : La Grande Menace (The Medusa Touch) de Jack Gold : Duff
- 1978 : L'ouragan vient de Navarone (Force 10 From Navarone) de Guy Hamilton : le major Schroeder
- 1984 : Champions de John Irvin : Richard Hussey
- 1985 : Le Bon père (The Good father) de Mike Newell : Leonard Scruby
- 1988 : Buster de David Green : Poyser
- 1989 : Indiana Jones et la Dernière Croisade (Indiana Jones and the Last Crusade) de Steven Spielberg : Colonel Ernst Vogel
- 1994 : Nostradamus de Roger Christian : Inquisitior III
- 1995 : Braveheart de Mel Gibson : Smythe
- 1997 : Demain ne meurt jamais (Tomorrow Never Dies) de Roger Spottiswoode : l'amiral Kelly
- 1997 : Le Saint (The Saint) de Phillip Noyce : Vereshagin, sbire de Ivan Tretiak
- 1997 : L'Étoile de Robinson (The Island on Bird Street) de Søren Kragh-Jacobsen : Bolek
- 1998 : Gunshy de Jeff Celentano : Lange
- 1999 : Un élève doué (Apt Pupil) de Bryan Singer : Ben Kramer
- 2000 : Terre, champ de bataille (Battlefield Earth) de Roger Christian : Parson Staffer
- 2001 : L'Échange (Proof of Life) de Taylor Hackford : Luthan
- 2001 : D'Artagnan (The Musketeer) de Peter Hyams : Treville, chef des mousquetaires
- 2002 : La Somme de toutes les peurs (The Sum of All Fears) de Phil Alden Robinson : Anatoli Grushkov
- 2003 : Gangs of New York de Martin Scorsese : Horace Greeley
- 2004 : Beyond the Sea de Kevin Spacey : le docteur Andretti
- 2009 : Blood : The Last Vampire de Chris Nahon : Elder
- 2010 : Harry Potter et les Reliques de la Mort - Partie 1 (Harry Potter and the Deathly Hallows) de David Yates : Gellert Grindelwald âgé
- 2012 : Outpost II: Black Sun de Steve Barker : Neurath
- 2012 : Quartet de Dustin Hoffman : Frank White
- 2013 : Diana d'Oliver Hirschbiegel : Christiaan Barnard
- 2015 : Charlie Mortdecai (Mortdecai) de David Koepp : le Duc
- 2018 : The Last Witness de Piotr Szkopiak : le coroner
- 2018 : Intrigo : Mort d'un auteur (Intrigo: Death of an Author) de Daniel Alfredson : Keller
- 2019 : Intrigo: Samaria de Daniel Alfredson : commissaire Keller

#### Courts métrages
1967 : The Image de Michael Armstrong : l'artiste

### Télévision

#### Séries télévisées
| Année(s) | Série                                    | Série originale            | Saison | Épisode(s) | Titre                                       | Titre original               | Réalisateur(s)            | Rôle                       |
| -------- | ---------------------------------------- | -------------------------- | ------ | ---------- | ------------------------------------------- | ---------------------------- | ------------------------- | -------------------------- |
| 1987     | Yes, Prime Minister                      | Yes, Prime Minister        | 2      | 1          | Homme à la mer                              | Man Overboard (en)           | Sydney Lotterby (en)      | Employment Secretary       |
| 1988     | Inspecteur Wexford                       | The Ruth Rendell Mysteries | 2      | 4          | J'ai serré la main pour toujours - Partie 1 | Shake Hands Forever: Part 1  | Don Leaver                | DCC Charles Griswold       |
| 1988     | Inspecteur Wexford                       | The Ruth Rendell Mysteries | 2      | 5          | J'ai serré la main pour toujours - Partie 2 | Shake Hands Forever: Part 2  | Ruth Rendell (histoire)   | DCC Charles Griswold       |
| 1988     | Inspecteur Wexford                       | The Ruth Rendell Mysteries | 2      | 6          | J'ai serré la main pour toujours - Partie 3 | Shake Hands Forever: Part 3  | Ruth Rendell (histoire)   | DCC Charles Griswold       |
| 1989     | Saracen (en)                             | Saracen (en)               | 1      | 1          | Appeau                                      | Decoy                        | ?                         | Colonel Patrick Ansell     |
| 1989     | Saracen (en)                             | Saracen (en)               | 1      | 2          | Infidèles                                   | Infidels                     | ?                         | Colonel Patrick Ansell     |
| 1989     | Saracen (en)                             | Saracen (en)               | 1      | 3          | Preuve de décès                             | Proof of Death               | ?                         | Colonel Patrick Ansell     |
| 1989     | Saracen (en)                             | Saracen (en)               | 1      | 4          | Brigands                                    | Robbers                      | ?                         | Colonel Patrick Ansell     |
| 1989     | Saracen (en)                             | Saracen (en)               | 1      | 5          | En Afrique                                  | Into Africa                  | ?                         | Colonel Patrick Ansell     |
| 1989     | Saracen (en)                             | Saracen (en)               | 1      | 6          | Starcross                                   | Starcross                    | ?                         | Colonel Patrick Ansell     |
| 1989     | Saracen (en)                             | Saracen (en)               | 1      | 7          | Dent et Griffe                              | Tooth and Claw               | ?                         | Colonel Patrick Ansell     |
| 1989     | Saracen (en)                             | Saracen (en)               | 1      | 8          | Feux croisés                                | Crossfire                    | John Brown                | Colonel Patrick Ansell     |
| 1989     | Saracen (en)                             | Saracen (en)               | 1      | 9          | Ratline                                     | Ratline                      | John Fletcher             | Colonel Patrick Ansell     |
| 1989     | Saracen (en)                             | Saracen (en)               | 1      | 10         | Trois souris aveugles                       | Three Blind Mice             | ?                         | Colonel Patrick Ansell     |
| 1989     | Saracen (en)                             | Saracen (en)               | 1      | 11         | L'An Prochain à Jérusalem                   | Next Year in Jerusalem       | ?                         | Colonel Patrick Ansell     |
| 1989     | Saracen (en)                             | Saracen (en)               | 1      | 12         | Paroles de filles                           | Girls' Talk                  | ?                         | Colonel Patrick Ansell     |
| 1989     | Saracen (en)                             | Saracen (en)               | 1      | 13         | Faucheur                                    | Reaper                       | ?                         | Colonel Patrick Ansell     |
| 1991     | The Orchid House (en)                    | The Orchid House (en)      | 1      | 1          | Le retour du maître                         | The Return of the Master     | Horace Ové                | Père Toussaint             |
| 1991     | The Orchid House (en)                    | The Orchid House (en)      | 1      | 3          | Joan                                        | Joan                         | Horace Ové                | Père Toussaint             |
| 1991     | The Orchid House (en)                    | The Orchid House (en)      | 1      | 4          | Natalie                                     | Natalie                      | Horace Ové                | Père Toussaint             |
| 1991     | Stay Lucky (en)                          | Stay Lucky (en)            | 3      | 7          | Plage de sable                              | Shingle Beach                | David Reynolds            | Roader                     |
| 1992     | Screen One (en)                          | Screen One (en)            | 4      | 6          | Course en retard                            | Running Late                 | Udayan Prasad             | Clitheroe                  |
| 1993     | Between the Lines (en)                   | Between the Lines (en)     | 2      | 5          | Il faut regarder certains                   | Some Must Watch              | Roy Battersby (en)        | le directeur du MI5        |
| 1994     | The Bill                                 | The Bill                   | 10     | 2          | Seconde Vue                                 | Second Sight                 | David Attwood             | Tony Medlar                |
| 1994     | The Chief (en)                           | The Chief (en)             | 4      | 1          | Épisode 1                                   | Épisode 1                    | A.J. Quinn                | Sir Robert Eaton           |
| 1994     | Between the Lines (en)                   | Between the Lines (en)     | 3      | 9          | L'Utilisateur final: Part 1                 | The End User: Part 1         | Roy Battersby (en)        | Mr. Pressman               |
| 1995     | Inspecteur Frost                         | A Touch of Frost           | 3      | 2          | La proie                                    | Quarry                       | Christopher Russell       | Alex Ormrod                |
| 1996     | Kavanagh                                 | Kavanagh Q.C.              | 2      | 6          | Un travail bien fait                        | Job Satisfaction             | Charles Beeson            | Juge Ransome               |
| 1996     | No Bananas                               | No Bananas                 | 1      | 1          | The Wedding                                 | The Wedding                  | Alan Dossor (en)          | Edward Grant               |
| 1996     | No Bananas                               | No Bananas                 | 1      | 2          | Escape                                      | Escape                       | Alan Dossor (en)          | Edward Grant               |
| 1996     | No Bananas                               | No Bananas                 | 1      | 3          | Sitzkreig                                   | Sitzkreig                    | Roger Bamford             | Edward Grant               |
| 1996     | No Bananas                               | No Bananas                 | 1      | 4          | Christmas                                   | Christmas                    | Roger Bamford             | Edward Grant               |
| 1996     | No Bananas                               | No Bananas                 | 1      | 5          | Spring                                      | Spring                       | Moira Armstrong           | Edward Grant               |
| 1996     | No Bananas                               | No Bananas                 | 1      | 6          | Dunkirk                                     | Dunkirk                      | Moira Armstrong           | Edward Grant               |
| 1996     | No Bananas                               | No Bananas                 | 1      | 7          | A Soldier's Story                           | A Soldier's Story            | Robert Tronson            | Edward Grant               |
| 1996     | No Bananas                               | No Bananas                 | 1      | 8          | Cricket                                     | Cricket                      | Robert Tronson            | Edward Grant               |
| 1996     | No Bananas                               | No Bananas                 | 1      | 9          | Raids                                       | Raids                        | Alan Dossor (en)          | Edward Grant               |
| 1996     | No Bananas                               | No Bananas                 | 1      | 10         | Blitz                                       | Blitz                        | Alan Dossor (en)          | Edward Grant               |
| 1996     | La Vie à tout prix                       | Chicago Hope               | 3      | 6          | Plus fort que tout                          | Higher Powers                | Oz Scott                  | Richard Bowman             |
| 1997     | The Practice : Bobby Donnell et Associés | The Practice               | 1      | 3          | Dans l'arène                                | Trial and Error              | Rick Rosenthal            | Officier (non crédité)     |
| 1997     | Hamish Macbeth (en)                      | Hamish Macbeth (en)        | 3      | 2          | Deferred Sentence                           | Deferred Sentence            | Nicholas Renton           | Duncan Scott               |
| 1998     | Heat of the Sun (en)                     | Heat of the Sun (en)       | 1      | 1          | Private Lives                               | Private Lives                | Adrian Shergold           | Commissaire Ronald Burkitt |
| 1998     | Heat of the Sun (en)                     | Heat of the Sun (en)       | 1      | 2          | Hide in Plain Sight                         | Hide in Plain Sight          | Diarmuid Lawrence         | Commissaire Ronald Burkitt |
| 1998     | Heat of the Sun (en)                     | Heat of the Sun (en)       | 1      | 3          | The Sport of Kings                          | The Sport of Kings           | Paul Seed (en)            | Commissaire Ronald Burkitt |
| 2000     | The Vice (en)                            | The Vice (en)              | 2      | 5          | Betrayed: Part 1                            | Betrayed: Part 1             | Philippa Langdale         | Solicitor                  |
| 2000     | The Vice (en)                            | The Vice (en)              | 2      | 6          | Betrayed: Part 2                            | Betrayed: Part 2             | Philippa Langdale         | Solicitor                  |
| 2000     | Columbo                                  | Columbo                    | 13     | 4          | Meurtre en musique                          | Murder with Too Many Notes   | Patrick McGoohan          | Schwartz                   |
| 2000     | Aux origines de l'humanité (en)          | Nova                       | 28     | 2          | Holocaust on Trial                          | Holocaust on Trial           | Leslie Woodhead (en)      | Richard Hampton            |
| 2002     | Helen West                               | Helen West                 | 1      | 1          | Deep Sleep                                  | Deep Sleep                   | Justin Chadwick           | Sean Hazel                 |
| 2003     | Dinotopia                                | Dinotopia                  | 1      | 10         | Lost and Found                              | Lost and Found               | Mario Azzopardi           | Logan                      |
| 2003     | Ultimate Force                           | Ultimate Force             | 2      | 2          | Mad Dogs                                    | Mad Dogs                     | Jeremy Webb               | Seigneur Argent            |
| 2004     | Meurtres en sommeil                      | Waking the Dead            | 4      | 1          | Sous le regard de Dieu: Part 1              | In Sight of the Lord: Part 1 | Andy Hay                  | Joe Brackley               |
| 2004     | Meurtres en sommeil                      | Waking the Dead            | 4      | 2          | Sous le regard de Dieu: Part 2              | In Sight of the Lord: Part 2 | Andy Hay                  | Joe Brackley               |
| 2005     | Empire                                   | Empire                     | 1      | 1          | La fin d'un règne                           | Pilot                        | Greg Yaitanes             | Cicéron                    |
| 2005     | Empire                                   | Empire                     | 1      | 2          | La voix du peuple                           | Will                         | Greg Yaitanes             | Cicéron                    |
| 2005     | Empire                                   | Empire                     | 1      | 3          | Les donjons d'Arkham                        | Arkham                       | John Gray                 | Cicéron                    |
| 2005     | Empire                                   | Empire                     | 1      | 4          | Frères ennemis                              | The Hunt                     | Kim Manners               | Cicéron                    |
| 2005     | Empire                                   | Empire                     | 1      | 5          | Un Signe des dieux                          | Fortune's Fool               | John Gray                 | Cicéron                    |
| 2005     | Empire                                   | Empire                     | 1      | 6          | Le Fils de Rome                             | The Lost Legion              | Kim Manners               | Cicéron                    |
| 2006     | Arrested Development                     | Arrested Development       | 3      | 10         | Le mariage                                  | Fakin' It                    | Lev L. Spiro (en)         | Bailiiff                   |
| 2007     | Grey's Anatomy                           | Grey's Anatomy             | 3      | 13         | Sexe, concurrence et charité                | Great Expectations           | Michael Grossman          | Mr. Miller                 |
| 2007     | Affaires non classées                    | Silent Witness             | 11     | 3          | Innocence meurtrie: Part 1                  | Suffer the Children: Part 1  | Brendan Maher             | Père Donal Kennedy         |
| 2007     | Affaires non classées                    | Silent Witness             | 11     | 4          | Innocence meurtrie: Part 2                  | Suffer the Children: Part 2  | Brendan Maher             | Père Donal Kennedy         |
| 2008     | Honest, braqueurs de père en fils        | Honest                     | 1      | 1          | La nouvelle donne                           | Épisode 1                    | Brian Kelly (III)         | Grandpa Norman Carter      |
| 2008     | Honest, braqueurs de père en fils        | Honest                     | 1      | 2          | Vaches maigres                              | Épisode 2                    | Brian Kelly (III)         | Grandpa Norman Carter      |
| 2008     | Honest, braqueurs de père en fils        | Honest                     | 1      | 3          | Trop c'est trop                             | Épisode 3                    | Brian Kelly (III)         | Grandpa Norman Carter      |
| 2008     | Honest, braqueurs de père en fils        | Honest                     | 1      | 4          | Difficile d'être honnête                    | Épisode 4                    | Julian Holmes             | Grandpa Norman Carter      |
| 2008     | Honest, braqueurs de père en fils        | Honest                     | 1      | 5          | Sexy flics                                  | Épisode 5                    | Julian Holmes             | Grandpa Norman Carter      |
| 2008     | Honest, braqueurs de père en fils        | Honest                     | 1      | 6          | La balance                                  | Épisode 6                    | Julian Holmes             | Grandpa Norman Carter      |
| 2008     | Coronation Street                        | Coronation Street          | 1      | 6804       | Épisode 6804                                | Épisode 6804                 | Kay Patrick               | Ted Page                   |
| 2008     | Coronation Street                        | Coronation Street          | 1      | 6813       | Épisode 6813                                | Épisode 6813                 | Ian Bevitt                | Ted Page                   |
| 2008     | Coronation Street                        | Coronation Street          | 1      | 6814       | Épisode 6814                                | Épisode 6814                 | Ian Bevitt                | Ted Page                   |
| 2008     | Coronation Street                        | Coronation Street          | 1      | 6815       | Épisode 6815                                | Épisode 6815                 | Ian Bevitt                | Ted Page                   |
| 2008     | Coronation Street                        | Coronation Street          | 1      | 6816       | Épisode 6816                                | Épisode 6816                 | Ian Bevitt                | Ted Page                   |
| 2008     | Coronation Street                        | Coronation Street          | 1      | 6817       | Épisode 6817                                | Épisode 6817                 | Ian Bevitt                | Ted Page                   |
| 2008     | Coronation Street                        | Coronation Street          | 1      | 6833       | Épisode 6833                                | Épisode 6833                 | Tim Dowd                  | Ted Page                   |
| 2008     | Coronation Street                        | Coronation Street          | 1      | 6834       | Épisode 6834                                | Épisode 6834                 | Tim Dowd                  | Ted Page                   |
| 2008     | Coronation Street                        | Coronation Street          | 1      | 6835       | Épisode 6835                                | Épisode 6835                 | Tim Dowd                  | Ted Page                   |
| 2008     | Coronation Street                        | Coronation Street          | 1      | 6838       | Épisode 6838                                | Épisode 6838                 | Illy                      | Ted Page                   |
| 2008     | Coronation Street                        | Coronation Street          | 1      | 6839       | Épisode 6839                                | Épisode 6839                 | Illy                      | Ted Page                   |
| 2008     | Coronation Street                        | Coronation Street          | 1      | 6840       | Épisode 6840                                | Épisode 6840                 | Illy                      | Ted Page                   |
| 2008     | Coronation Street                        | Coronation Street          | 1      | 6841       | Épisode 6841                                | Épisode 6841                 | Illy & John Anderson (en) | Ted Page                   |
| 2008     | Coronation Street                        | Coronation Street          | 1      | 6842       | Épisode 6842                                | Épisode 6842                 | John Anderson (en)        | Ted Page                   |
| 2008     | Coronation Street                        | Coronation Street          | 1      | 6843       | Épisode 6843                                | Épisode 6843                 | John Anderson (en)        | Ted Page                   |
| 2008     | Coronation Street                        | Coronation Street          | 1      | 6844       | Épisode 6844                                | Épisode 6844                 | John Anderson (en)        | Ted Page                   |
| 2008     | Coronation Street                        | Coronation Street          | 1      | 6845       | Épisode 6845                                | Épisode 6845                 | John Anderson (en)        | Ted Page                   |
| 2008     | Coronation Street                        | Coronation Street          | 1      | 6858       | Épisode 6858                                | Épisode 6858                 | Pip Short                 | Ted Page                   |
| 2008     | Coronation Street                        | Coronation Street          | 1      | 6861       | Épisode 6861                                | Épisode 6861                 | Tim Dowd                  | Ted Page                   |
| 2008     | Coronation Street                        | Coronation Street          | 1      | 6862       | Épisode 6862                                | Épisode 6862                 | Tim Dowd                  | Ted Page                   |
| 2008     | Coronation Street                        | Coronation Street          | 1      | 6867       | Épisode 6867                                | Épisode 6867                 | Jerry Smith               | Ted Page                   |
| 2008     | Coronation Street                        | Coronation Street          | 1      | 6872       | Épisode 6872                                | Épisode 6872                 | Terry Dyddgen-Jones       | Ted Page                   |
| 2008     | Coronation Street                        | Coronation Street          | 1      | 6873       | Épisode 6873                                | Épisode 6873                 | Terry Dyddgen-Jones       | Ted Page                   |
| 2008     | Coronation Street                        | Coronation Street          | 1      | 6875       | Épisode 6875                                | Épisode 6875                 | Terry Dyddgen-Jones       | Ted Page                   |
| 2008     | Coronation Street                        | Coronation Street          | 1      | 6876       | Épisode 6876                                | Épisode 6876                 | John Anderson (en)        | Ted Page                   |
| 2008     | Coronation Street                        | Coronation Street          | 1      | 6890       | Épisode 6890                                | Épisode 6890                 | Ian Bevitt                | Ted Page                   |
| 2008     | Coronation Street                        | Coronation Street          | 1      | 6913       | Épisode 6913                                | Épisode 6913                 | Kay Patrick               | Ted Page                   |
| 2008     | Coronation Street                        | Coronation Street          | 1      | 6921       | Épisode 6921                                | Épisode 6921                 | Ian Bevitt                | Ted Page                   |
| 2008     | Coronation Street                        | Coronation Street          | 1      | 6924       | Épisode 6924                                | Épisode 6924                 | Ian Bevitt                | Ted Page                   |
| 2009     | Coronation Street                        | Coronation Street          | 1      | 6997       | Épisode 6997                                | Épisode 6997                 | Stuart Davids             | Ted Page                   |
| 2009     | Coronation Street                        | Coronation Street          | 1      | 7001       | Épisode 7001                                | Épisode 7001                 | Jerry Smith               | Ted Page                   |
| 2009     | Coronation Street                        | Coronation Street          | 1      | 7003       | Épisode 7003                                | Épisode 7003                 | Jerry Smith               | Ted Page                   |
| 2009     | Coronation Street                        | Coronation Street          | 1      | 7010       | Épisode 7010                                | Épisode 7010                 | Ian Bevitt                | Ted Page                   |
| 2009     | Coronation Street                        | Coronation Street          | 1      | 7011       | Épisode 7011                                | Épisode 7011                 | Ian Bevitt                | Ted Page                   |
| 2009     | Coronation Street                        | Coronation Street          | 1      | 7012       | Épisode 7012                                | Épisode 7012                 | Ian Bevitt                | Ted Page                   |
| 2009     | Coronation Street                        | Coronation Street          | 1      | 7017       | Épisode 7017                                | Épisode 7017                 | David Kester              | Ted Page                   |
| 2009     | Coronation Street                        | Coronation Street          | 1      | 7020       | Épisode 7020                                | Épisode 7020                 | Durno Johnston            | Ted Page                   |
| 2009     | Coronation Street                        | Coronation Street          | 1      | 7022       | Épisode 7022                                | Épisode 7022                 | Durno Johnston            | Ted Page                   |
| 2009     | Coronation Street                        | Coronation Street          | 1      | 7023       | Épisode 7023                                | Épisode 7023                 | Durno Johnston            | Ted Page                   |
| 2009     | Coronation Street                        | Coronation Street          | 1      | 7026       | Épisode 7026                                | Épisode 7026                 | Stuart Davids             | Ted Page                   |
| 2009     | Coronation Street                        | Coronation Street          | 1      | 7027       | Épisode 7027                                | Épisode 7027                 | Stuart Davids             | Ted Page                   |
| 2009     | Coronation Street                        | Coronation Street          | 1      | 7030       | Épisode 7030                                | Épisode 7030                 | Jerry Smith               | Ted Page                   |
| 2009     | Coronation Street                        | Coronation Street          | 1      | 7033       | Épisode 7033                                | Épisode 7033                 | Jerry Smith               | Ted Page                   |
| 2009     | Coronation Street                        | Coronation Street          | 1      | 7034       | Épisode 7034                                | Épisode 7034                 | Jerry Smith               | Ted Page                   |
| 2009     | Coronation Street                        | Coronation Street          | 1      | 7043       | Épisode 7043                                | Épisode 7043                 | Pip Short                 | Ted Page                   |
| 2009     | Coronation Street                        | Coronation Street          | 1      | 7046       | Épisode 7046                                | Épisode 7046                 | David Kester              | Ted Page                   |
| 2009     | Coronation Street                        | Coronation Street          | 1      | 7049       | Épisode 7049                                | Épisode 7049                 | David Kester              | Ted Page                   |
| 2009     | Coronation Street                        | Coronation Street          | 1      | 7050       | Épisode 7050                                | Épisode 7050                 | Durno Johnston            | Ted Page                   |
| 2009     | Coronation Street                        | Coronation Street          | 1      | 7051       | Épisode 7051                                | Épisode 7051                 | Durno Johnston            | Ted Page                   |
| 2009     | Coronation Street                        | Coronation Street          | 1      | 7053       | Épisode 7053                                | Épisode 7053                 | Durno Johnston            | Ted Page                   |
| 2009     | Coronation Street                        | Coronation Street          | 1      | 7063       | Épisode 7063                                | Épisode 7063                 | Ian Bevitt                | Ted Page                   |
| 2009     | Coronation Street                        | Coronation Street          | 1      | 7066       | Épisode 7066                                | Épisode 7066                 | Terry Dyddgen-Jones       | Ted Page                   |
| 2009     | Coronation Street                        | Coronation Street          | 1      | 7088       | Épisode 7088                                | Épisode 7088                 | Dominic Leclerc           | Ted Page                   |
| 2009     | Coronation Street                        | Coronation Street          | 1      | 7089       | Épisode 7089                                | Épisode 7089                 | Dominic Leclerc           | Ted Page                   |
| 2009     | Coronation Street                        | Coronation Street          | 1      | 7090       | Épisode 7090                                | Épisode 7090                 | David Kester Kay Patrick  | Ted Page                   |
| 2009     | Coronation Street                        | Coronation Street          | 1      | 7091       | Épisode 7091                                | Épisode 7091                 | David Kester Kay Patrick  | Ted Page                   |
| 2009     | Coronation Street                        | Coronation Street          | 1      | 7093       | Épisode 7093                                | Épisode 7093                 | David Kester Kay Patrick  | Ted Page                   |
| 2009     | Coronation Street                        | Coronation Street          | 1      | 7094       | Épisode 7094                                | Épisode 7094                 | David Kester Kay Patrick  | Ted Page                   |
| 2009     | Coronation Street                        | Coronation Street          | 1      | 7095       | Épisode 7095                                | Épisode 7095                 | Terry Dyddgen-Jones       | Ted Page                   |
| 2009     | Coronation Street                        | Coronation Street          | 1      | 7096       | Épisode 7096                                | Épisode 7096                 | Terry Dyddgen-Jones       | Ted Page                   |
| 2009     | Coronation Street                        | Coronation Street          | 1      | 7097       | Épisode 7097                                | Épisode 7097                 | Terry Dyddgen-Jones       | Ted Page                   |
| 2009     | Coronation Street                        | Coronation Street          | 1      | 7103       | Épisode 7103                                | Épisode 7103                 | Tony Prescott             | Ted Page                   |
| 2009     | Coronation Street                        | Coronation Street          | 1      | 7111       | Épisode 7111                                | Épisode 7111                 | Duncan Foster             | Ted Page                   |
| 2009     | Coronation Street                        | Coronation Street          | 1      | 7112       | Épisode 7112                                | Épisode 7112                 | Duncan Foster             | Ted Page                   |
| 2009     | Coronation Street                        | Coronation Street          | 1      | 7198       | Épisode 7198                                | Épisode 7198                 | Tim Dowd                  | Ted Page                   |
| 2009     | Coronation Street                        | Coronation Street          | 1      | 7201       | Épisode 7201                                | Épisode 7201                 | John Anderson (en)        | Ted Page                   |
| 2009     | Coronation Street                        | Coronation Street          | 1      | 7202       | Épisode 7202                                | Épisode 7202                 | John Anderson (en)        | Ted Page                   |
| 2009     | Coronation Street                        | Coronation Street          | 1      | 7203       | Épisode 7203                                | Épisode 7203                 | John Anderson (en)        | Ted Page                   |
| 2009     | Coronation Street                        | Coronation Street          | 1      | 7206       | Épisode 7206                                | Épisode 7206                 | David Kester              | Ted Page                   |
| 2010     | Coronation Street                        | Coronation Street          | 1      | 7246       | Épisode 7246                                | Épisode 7246                 | Durno Johnston            | Ted Page                   |
| 2010     | Coronation Street                        | Coronation Street          | 1      | 7247       | Épisode 7247                                | Épisode 7247                 | Durno Johnston            | Ted Page                   |
| 2010     | Coronation Street                        | Coronation Street          | 1      | 7248       | Épisode 7248                                | Épisode 7248                 | Durno Johnston            | Ted Page                   |
| 2010     | Coronation Street                        | Coronation Street          | 1      | 7263       | Épisode 7263                                | Épisode 7263                 | Stuart Davids             | Ted Page                   |
| 2011     | The Body Farm (en)                       | The Body Farm (en)         | 1      | 2          | Wealth Pays the Rent                        | Wealth Pays the Rent         | Diarmuid Lawrence         | Harold Penton              |
| 2012     | Casualty                                 | Casualty                   | 26     | 28         | Peur d'être jugé                            | Lest Ye Be Judged            | Steve Hughes              | George Carson              |
| 2013     | Lightfields                              | Lightfields                | 1      | 1          | Épisode 1                                   | Épisode 1                    | Damon Thomas              | Pip Felwood                |
| 2013     | Lightfields                              | Lightfields                | 1      | 2          | Épisode 2                                   | Épisode 2                    | Damon Thomas              | Pip Felwood                |
| 2013     | Lightfields                              | Lightfields                | 1      | 3          | Épisode 3                                   | Épisode 3                    | Damon Thomas              | Pip Felwood                |
| 2013     | Lightfields                              | Lightfields                | 1      | 4          | Épisode 4                                   | Épisode 4                    | Damon Thomas              | Pip Felwood                |
| 2013     | Lightfields                              | Lightfields                | 1      | 5          | Épisode 5                                   | Épisode 5                    | Damon Thomas              | Pip Felwood                |
| 2013     | Frankie (en)                             | Frankie (en)               | 1      | 1          | Épisode 1                                   | Épisode 1                    | Mark Everest              | Walter Thomas              |

#### Téléfilms
- 1992 : Le Choix d'une mère (A Private Matter) de Joan Micklin Silver